# Número primo de Pillai
Un número primo de Pillai es un número entero primo p para el cual existe un entero n > 0, en el que el factorial de n es uno menos que un múltiplo de este primo, y el número primo no es uno más que el múltiplo de n. 
Algebraicamente:
{\displaystyle \exists n\in \mathbb {N} \quad p\mid n!+1\quad {\rm {y}}\quad p\not \equiv 1\mod n.}
Los primeros números primos de Pillai, en orden creciente, son:
23, 29, 59, 61, 67, 71, 79, 83, 109, 137, 139, 149, 193, ... (sucesión A063980 en OEIS)
Los números primos de Pillai llevan el nombre del matemático Subbayya Sivasankaranarayana Pillai, que demostró la existencia de un número infinito de números  de esta categoría.